# Bellator 235
Bellator 235: Misech vs. Pérez (conosciuto anche come Bellator 235 - Salute The Troops) è stato un evento di arti marziali miste tenuto dalla Bellator MMA il 20 dicembre 2019 alla Neal S. Blaisdell Arena di Honolulu negli Stati Uniti.

## Risultati
|                  | Divisione                |                |           |                | Metodo                                  | Round     | Tempo     | Premio    |
| Main Card        | Main Card                | Main Card      | Main Card | Main Card      | Main Card                               | Main Card | Main Card | Main Card |
| ---------------- | ------------------------ | -------------- | --------- | -------------- | --------------------------------------- | --------- | --------- | --------- |
|                  | Catchweight (141.4 lbs.) | Toby Misech    | batte     | Erik Pérez     | KO (pugni)                              | 1         | 0:54      |           |
|                  | Catchweight (126.8 lbs.) | Alejandra Lara | batte     | Veta Arteaga   | Decisione unanime (30-26, 30-26, 30-26) | 3         | 5:00      |           |
|                  | Pesi piuma               | Tywan Claxton  | batte     | Braydon Akeo   | Decisione unanime (30-27, 30-27, 30-27) | 3         | 5:00      |           |
|                  | Pesi welter              | Joey Davis     | batte     | Chris Cisneros | KO tecnico (pugni)                      | 1         | 3:55      |           |
| Card Preliminare |                          |                |           |                |                                         |           |           |           |
|                  | Catchweight (180 lbs.)   | Hunter Eweld   | batte     | Brysen Bolohao | Sottomissione (rear-naked choke)        | 1         | 1:42      |           |
|                  | Pesi medi                | Joseph Creer   | batte     | Ty Gwerder     | Decisione unanime (30-27, 30-27, 29-26) | 3         | 5:00      |           |
|                  | Pesi gallo               | Cass Bell      | batte     | Pierre Daguzan | Decisione unanime (30-27, 29-28, 30-27) | 3         | 5:00      |           |